# Haiti címere

Haiti címere

Haiti címere Haiti egyik nemzeti jelképe.

## Leírása
Az egész címer az ország 19. századi függetlenségi harcát jelképezi. A jelkép egy zöld mezőt ábrázol, amelyen egy katonai dob mögött pálmafa emelkedik, közöttük két fejsze látható. A dob két oldatán egy-egy kürt és ágyú van, a pálmafát nemzeti zászlók övezik. Az embléma két oldalán a mezőn vasmacskát, ágyúgolyókat és bajonetteket helyeztek el. A pálmafából kiálló rúdon egy kék–vörös Szabadság sapka látható, de a Duvalier-rezsim idején ezt elhagyták. Az előtérben, fehér szalagon olvasható az ország mottója: „L’Union Fait La Force” (Az egység erőt ad).

## Története
A címert 1806-ban tervezték, de csak 1843-ban nyilvánították állami címerré.